# Joseph Mendelssohn
Pour les articles homonymes, voir Mendelssohn.
Joseph Mendelssohn (né le 11 août 1770 à Berlin, mort le 24 novembre 1848 dans la même ville) est un banquier prussien.

## Biographie
Il appartient à la famille Mendelssohn et est le fils aîné de Moses Mendelssohn et de Fromet Gugenheim. Il est éduqué notamment par Johann Jakob Engel. En 1792, il fonde la Société des Amis avec un groupe de personnes partageant les mêmes idées, une association de jeunes juifs qui adhèrent aux idéaux de la Haskala. Trois ans plus tard, en 1795, il devient indépendant en tant que banquier. En 1804, son frère Abraham, père de Fanny Hensel et Felix Mendelssohn, rejoint la Banque Mendelssohn.
Mendelssohn achète en 1818 un palais à Coblence-Horchheim (de) et fait construire une maison de jardin et de thé (de) dans le parc voisin vers 1830 par Johann Claudius von Lassaulx. Dans le palais se rencontrent des personnages célèbres, tels que son neveu Felix Mendelssohn Bartholdy et Alexander von Humboldt.
Au cimetière juif de Schönhauser Allee 22 à Berlin-Prenzlauer Berg, la tombe de la famille comprend Joseph Mendelssohn, son épouse Henriette Meyer (1776-1862), sa belle-fille Marianne Seeligmann (1799-1880) et son fils Alexander Mendelssohn (de) (1798-1871).